# Doaresjávrre (Arjeplogs socken, Lappland, 743292-155103)
Doaresjávrre, enligt tidigare ortografi Tåresjaure, är en sjö i Arjeplogs kommun i Lappland och ingår i Piteälvens huvudavrinningsområde. Sjön har en area på 0,541 kvadratkilometer och ligger 1 032 meter över havet.

## Delavrinningsområde
Doaresjávrre ingår i det delavrinningsområde (743286-155243) som SMHI kallar för Mynnar i Sartajåkkå. Medelhöjden är 1 174 meter över havet och ytan är 16,98 kvadratkilometer. Det finns inga avrinningsområden uppströms utan avrinningsområdet är högsta punkten. Vattendraget som avvattnar avrinningsområdet har biflödesordning 2, vilket innebär att vattnet flödar genom totalt 2 vattendrag (Sarddájåhkå, Pite älv) innan det når havet efter 325 kilometer. Avrinningsområdet består mestadels av kalfjäll (97 procent). Avrinningsområdet har 0,54 kvadratkilometer vattenytor vilket ger det en sjöprocent på 3,2 procent.